# 鈴木一之
鈴木 一之（すずき かずゆき、1961年3月6日 - ）は株式アナリスト。
相場を景気循環論でとらえるシクリカル銘柄投資法を展開。「スズカズ」の愛称で親しまれている。

## 略歴
1983年千葉大学卒業後、大和證券に入社。1987年に株式トレーディング室に配属、以降ほぼ一貫して株式トレードの職務に従事する。2000年に退社し、インフォストックスドットコムに場を移し、日本株チーフアナリストとなる。2007年からはフリーとなる。的確で分かりやすい解説に定評がある。

## 著作
- 『きっちりコツコツ株で稼ぐ 中期投資のすすめ』（2013年7月、日本経済新聞出版社）
- 『これならできる!有望株の選び方』（2014年1月、日本経済新聞出版社）
- 『賢者に学ぶ 有望株の選び方 3つの投資手法できっちり稼ぐ』（2019年7月、日本経済新聞出版社）

## メディア
- 『岡崎・鈴木のマーケット・アナライズ・マンデー』（ラジオ、ラジオNIKKEI第1、毎週月曜日 11：35～12:00 ）
- 東京マーケットワイド（TOKYO MX （デジタルMX2・ワンセグ2）、水曜午前と木曜午後）